# Monarca de les Moluques
El monarca de les Moluques (Myiagra galeata) és un ocell de la família dels monàrquids (Monarchidae).

## Hàbitat i distribució
Habita els boscos de les terres baixes costaneres de les Moluques, des de Morotai i Halmahera fins Obi, Buru, Seram, Ambon i les Seram Laut.